# Paraguay en la Copa América 2024
La selección de Paraguay fue uno de los 16 equipos participantes en la Copa América 2024, torneo continental que se llevó a cabo entre el 20 de junio y el 14 de julio en los Estados Unidos. Fue la trigésima novena participación de Paraguay.
Formó parte del Grupo D, junto a Brasil, Colombia y Costa Rica, el ganador del repechaje frente a Honduras.

## Preparación
En la edición anterior de Copa América que se realizó en Brasil, Paraguay formó parte del Grupo A con Argentina, Chile, Uruguay, y Bolivia; terminó en el tercer lugar del grupo tras ganar dos partidos y perder dos, esto permitió el avance a la siguiente fase correspondiente a cuartos de final donde enfrentó a Perú con resultado desfavorable por 3-4 en la tanda de penales, tras empatar 3-3 en el tiempo regular, así culminó su participación en el torneo continental. El máximo anotador fue Ángel Romero Villamayor con dos goles y en todo el campeonato el cuerpo técnico estuvo encabezado por Eduardo Berizzo.
Al iniciar un nuevo proceso eliminatorio rumbo al Mundial 2026 cambió la dirección técnica, esta le fue encargada desde el inicio a Guillermo Barros Schelotto, en reemplazo de Eduardo Berizzo, quien dirigió a la selección guaraní hasta la jornada 12 de las eliminatorias a la Copa del Mundo 2022, posterior a eso asumió Barros Schelotto. Entre septiembre y noviembre de 2023 se disputaron seis partidos de las clasificatorias mundialistas, obteniendo una victoria, dos empates y tres derrotas, como resultado hasta esa fecha se ubicó en el séptimo puesto de la tabla de posiciones. Tras la derrota ante Venezuela por la segunda fecha, fue despedido Guillermo Barros Schelotto y en su lugar se contrató a Daniel Garnero, que venía de dirigir y salir campeón del fútbol paraguayo con Libertad.

### Partidos oficiales
| Eliminatorias Sudamericanas Fecha 1; 7 de septiembre de 2023 | Paraguay | 0:0     | Perú | Estadio Antonio Aranda, Ciudad del Este                                         |                                                                                 |
| 18:30 (UTC-4)                                                |          | Reporte |      | Asistencia: 16 211 espectadores Árbitro(s): Andrés Matonte VAR: Leodán González | Asistencia: 16 211 espectadores Árbitro(s): Andrés Matonte VAR: Leodán González |

| Uniformes | Uniformes |
| --------- | --------- |
|           |           |

| Eliminatorias Sudamericanas Fecha 2; 12 de septiembre de 2023 | Venezuela           | 1:0 (0:0) | Paraguay | Estadio Monumental, Maturín                                               |                                                                           |
| 18:00 (UTC-4)                                                 | Rondón 90+3' (pen.) | Reporte   |          | Asistencia: 34 187 espectadores Árbitro(s): Andrés Rojas VAR: Yadir Acuña | Asistencia: 34 187 espectadores Árbitro(s): Andrés Rojas VAR: Yadir Acuña |

| Uniformes | Uniformes |
| --------- | --------- |
|           |           |

| Eliminatorias Sudamericanas Fecha 3; 12 de octubre de 2023 | Argentina   | 1:0 (1:0) | Paraguay | Estadio Monumental, Buenos Aires                                              |                                                                               |
| 21:00 (UTC-3)                                              | Otamendi 3' | Reporte   |          | Asistencia: 80 000 espectadores Árbitro(s): Raphael Claus VAR: Rodolpho Toski | Asistencia: 80 000 espectadores Árbitro(s): Raphael Claus VAR: Rodolpho Toski |

| Uniformes | Uniformes |
| --------- | --------- |
|           |           |

| Eliminatorias Sudamericanas Fecha 4; 17 de octubre de 2023 | Paraguay     | 1:0 (0:0) | Bolivia | Estadio Defensores del Chaco, Asunción                                          |                                                                                 |
| 19:30 (UTC-3)                                              | Sanabria 69' | Reporte   |         | Asistencia: 30 681 espectadores Árbitro(s): Gustavo Tejera VAR: Leodán González | Asistencia: 30 681 espectadores Árbitro(s): Gustavo Tejera VAR: Leodán González |

| Uniformes | Uniformes |
| --------- | --------- |
|           |           |

| Eliminatorias Sudamericanas Fecha 5; 16 de noviembre de 2023 | Chile | 0:0     | Paraguay | Estadio Monumental, Santiago                                                      |                                                                                   |
| 21:30 (UTC-3)                                                |       | Reporte |          | Asistencia: 30 076 espectadores Árbitro(s): Fernando Rapallini VAR: Silvio Trucco | Asistencia: 30 076 espectadores Árbitro(s): Fernando Rapallini VAR: Silvio Trucco |

| Uniformes | Uniformes |
| --------- | --------- |
|           |           |

| Eliminatorias Sudamericanas Fecha 6; 21 de noviembre de 2023 | Paraguay | 0:1 (0:1) | Colombia         | Estadio Defensores del Chaco, Asunción                                      |                                                                             |
| 20:00 (UTC-3)                                                |          | Reporte   | Borré 11' (pen.) | Asistencia: 25 190 espectadores Árbitro(s): Jesús Valenzuela VAR: Juan Soto | Asistencia: 25 190 espectadores Árbitro(s): Jesús Valenzuela VAR: Juan Soto |

| Uniformes | Uniformes |
| --------- | --------- |
|           |           |

### Amistosos previos
| 24 de marzo de 2024                                                       | Rusia | Cancelado | Paraguay | VTB Arena, Moscú |  |
| El partido fue cancelado debido al atentado del Crocus City Hall de 2024. |       |           |          |                  |  |

| 7 de junio de 2024 | Perú | 0:0     | Paraguay | Estadio Monumental, Lima                                       |                                                                |
| 19:30 (UTC-5)      |      | Reporte |          | Asistencia: 60 000 espectadores Árbitro(s): Guillermo Guerrero | Asistencia: 60 000 espectadores Árbitro(s): Guillermo Guerrero |

| Uniformes | Uniformes |
| --------- | --------- |
|           |           |

| 11 de junio de 2024 | Chile                          | 3:0 (2:0) | Paraguay | Estadio Nacional, Santiago   |                              |
| 20:00 (UTC-4)       | - Dávila 17', 37' - Vargas 53' | Reporte   |          | Árbitro(s): Pablo Echavarría | Árbitro(s): Pablo Echavarría |

| Uniformes | Uniformes |
| --------- | --------- |
|           |           |

| 16 de junio de 2024 | Panamá | 0:1 (0:1) | Paraguay      | Estadio Rommel Fernández, Ciudad de Panamá |                         |
| 18:30 (UTC-4)       |        | Reporte   | Velázquez 25' | Árbitro(s): David Gómez                    | Árbitro(s): David Gómez |

| Uniformes | Uniformes |
| --------- | --------- |
|           |           |

## Plantel

### Lista de convocados
Entrenador:  Daniel Garnero
| No. | Pos. | Jugador                  | Fecha de nacimiento (edad)         | Apa. | Goles | Club                         |
| --- | ---- | ------------------------ | ---------------------------------- | ---- | ----- | ---------------------------- |
| 1   | POR  | Carlos Coronel           | 29 de diciembre de 1996 (27 años)  | 9    | 0     | New York Red Bulls           |
| 2   | DEF  | Iván Ramírez             | 8 de diciembre de 1994 (29 años)   | 6    | 0     | C. Libertad                  |
| 3   | DEF  | Omar Alderete            | 26 de diciembre de 1996 (27 años)  | 17   | 0     | Getafe C. F.                 |
| 4   | DEF  | Matías Espinoza          | 19 de septiembre de 1997 (26 años) | 6    | 0     | C. Libertad                  |
| 5   | DEF  | Fabián Balbuena          | 23 de agosto de 1991 (32 años)     | 38   | 2     | F. C. Dinamo Moscú           |
| 6   | DEF  | Junior Alonso            | 9 de febrero de 1993 (31 años)     | 54   | 2     | F. C. Krasnodar              |
| 7   | DEL  | Derlis González          | 20 de marzo de 1994 (30 años)      | 51   | 9     | C. Olimpia                   |
| 8   | MED  | Damián Bobadilla         | 11 de julio de 2001 (22 años)      | 1    | 0     | São Paulo F. C.              |
| 9   | DEL  | Adam Bareiro             | 26 de julio de 1996 (27 años)      | 6    | 0     | C. A. San Lorenzo            |
| 10  | DEL  | Miguel Almirón           | 10 de febrero de 1994 (30 años)    | 55   | 7     | Newcastle United F. C.       |
| 11  | DEL  | Ángel Romero             | 4 de julio de 1992 (31 años)       | 42   | 8     | S. C. Corinthians            |
| 12  | POR  | Alfredo Aguilar          | 18 de julio de 1988 (35 años)      | 2    | 0     | C. Sportivo Luqueño          |
| 13  | DEF  | Néstor Giménez           | 24 de julio de 1997 (26 años)      | 2    | 0     | C. Libertad                  |
| 14  | MED  | Andrés Cubas             | 22 de mayo de 1996 (28 años)       | 20   | 0     | Vancouver Whitecaps F. C.    |
| 15  | DEF  | Gustavo Gómez            | 6 de mayo de 1993 (31 años)        | 74   | 4     | S. E. Palmeiras              |
| 16  | MED  | Matías Rojas             | 3 de noviembre de 1995 (28 años)   | 20   | 1     | Inter de Miami               |
| 17  | MED  | Alejandro Romero Gamarra | 11 de enero de 1995 (29 años)      | 21   | 5     | Al-Ain F. C.                 |
| 18  | DEL  | Alex Arce                | 16 de junio de 1995 (29 años)      | 3    | 0     | Liga Deportiva Universitaria |
| 19  | DEL  | Julio Enciso             | 23 de enero de 2004 (20 años)      | 14   | 0     | Brighton & Hove Albion F. C. |
| 20  | MED  | Richard Sánchez          | 29 de marzo de 1996 (28 años)      | 33   | 1     | C. América                   |
| 21  | MED  | Fabrizio Peralta         | 2 de agosto de 2002 (21 años)      | 1    | 0     | C. Cerro Porteño             |
| 22  | POR  | Rodrigo Morínigo         | 7 de octubre de 1998 (25 años)     | 0    | 0     | C. Libertad                  |
| 23  | MED  | Mathías Villasanti       | 24 de enero de 1997 (27 años)      | 34   | 0     | Grêmio F. P. A.              |
| 24  | DEL  | Ramón Sosa               | 31 de agosto de 1999 (24 años)     | 11   | 0     | C. A. Talleres (C)           |
| 25  | DEF  | Gustavo Velázquez        | 17 de abril de 1991 (33 años)      | 2    | 1     | C. A. Newell's Old Boys      |
| 26  | MED  | Hernesto Caballero       | 9 de abril de 1991 (33 años)       | 2    | 0     | C. Libertad                  |

## Participación
- Los horarios son correspondientes al huso horario de cada sede.

### Partidos
| Fecha       | Ciudad   | Instancia      |            |                       | Resultado |                     |          |
| ----------- | -------- | -------------- | ---------- | --------------------- | --------- | ------------------- | -------- |
| 24 de junio | Houston  | Fase de grupos | Colombia   | Bandera de Colombia   | 2:1 (2:0) | Bandera de Paraguay | Paraguay |
| 28 de junio | Paradise | Fase de grupos | Paraguay   | Bandera de Paraguay   | 1:4 (0:3) | Bandera de Brasil   | Brasil   |
| 2 de julio  | Austin   | Fase de grupos | Costa Rica | Bandera de Costa Rica | 2:1 (2:0) | Bandera de Paraguay | Paraguay |

### Fase de grupos - Grupo D

#### Posiciones
| Selección  | Pts | PJ | PG | PE | PP | GF | GC | Dif |
| ---------- | --- | -- | -- | -- | -- | -- | -- | --- |
| Colombia   | 7   | 3  | 2  | 1  | 0  | 6  | 2  | +4  |
| Brasil     | 5   | 3  | 1  | 2  | 0  | 5  | 2  | +3  |
| Costa Rica | 4   | 3  | 1  | 1  | 1  | 2  | 4  | –2  |
| Paraguay   | 0   | 3  | 0  | 0  | 3  | 3  | 8  | –5  |

|  | Clasificados a los cuartos de final. |

#### Colombia vs. Paraguay
| Jornada 1; 24 de junio | Colombia                | 2:1 (2:0) | Paraguay   | NRG Stadium, Houston                                                         |                                                                              |
| 17:00 (UTC-5)          | - Muñoz 33' - Lerma 42' | Reporte   | Enciso 69' | Asistencia: 67 059 espectadores Árbitro(s): Darío Herrera VAR: Silvio Trucco | Asistencia: 67 059 espectadores Árbitro(s): Darío Herrera VAR: Silvio Trucco |

| 12         | Guardameta     | Camilo Vargas       |       |
| 21         | Defensa        | Daniel Muñoz        |       |
| 3          | Defensa        | Jhon Lucumí         | 25'   |
| 23         | Defensa        | Dávinson Sánchez    |       |
| 17         | Defensa        | Johan Mojica        |       |
| 6          | Centrocampista | Richard Ríos        |       |
| 16         | Centrocampista | Jefferson Lerma     | 68'   |
| 11         | Centrocampista | Jhon Arias          | 90+2' |
| 10         | Centrocampista | James Rodríguez     | 90+2' |
| 7          | Centrocampista | Luis Díaz           |       |
| 19         | Delantero      | Rafael Santos Borré | 68'   |
| Entrenador | Entrenador     | Néstor Lorenzo      |       |

| 22         | Guardameta     | Rodrigo Morínigo   |       |
| 25         | Defensa        | Gustavo Velázquez  |       |
| 5          | Defensa        | Fabián Balbuena    |       |
| 3          | Defensa        | Omar Alderete      |       |
| 4          | Defensa        | Matías Espinoza    |       |
| 23         | Centrocampista | Mathías Villasanti | 80'   |
| 26         | Centrocampista | Hernesto Caballero | 59'   |
| 14         | Centrocampista | Andrés Cubas       |       |
| 10         | Delantero      | Miguel Almirón     | 59'   |
| 18         | Delantero      | Alex Arce          | 79'   |
| 19         | Delantero      | Julio Enciso       | 90+2' |
| Entrenador | Entrenador     | Daniel Garnero     |       |

| 13 | Defensa        | Yerry Mina             | 25'   |
| 15 | Centrocampista | Mateus Uribe           | 68'   |
| 24 | Delantero      | Jhon Córdoba           | 68'   |
| 5  | Centrocampista | Kevin Castaño          | 90+2' |
| 20 | Centrocampista | Juan Fernando Quintero | 90+2' |

| 8  | Centrocampista | Damián Bobadilla | 59'   |
| 24 | Delantero      | Ramón Sosa       | 59'   |
| 9  | Centrocampista | Adam Bareiro     | 79'   |
| 11 | Delantero      | Ángel Romero     | 80'   |
| 16 | Centrocampista | Matías Rojas     | 90+2' |

| Anotado | 33' | Daniel Muñoz    | 1–0 |
| Anotado | 42' | Jefferson Lerma | 2–0 |

| Anotado | 69' | Julio Enciso | 2–1 |

| Amonestado | 14' | Jefferson Lerma |

| Amonestado | 53' | Gustavo Velázquez |
| Amonestado | 78' | Andrés Cubas      |

| Árbitro             | Darío Herrera      |
| Árbitros asistentes | Juan Pablo Belatti |
| Árbitros asistentes | Cristian Navarro   |
| Cuarto árbitro      | Ivo Méndez         |
| Quinto árbitro      | José Antelo        |
| VAR                 | Silvio Trucco      |
| Adicional VAR       | Rodrigo Carvajal   |
| Asesor de árbitros  | Ricardo Casas      |
| Quality Mánager     | Carlos Pastorino   |

| 12         | Guardameta     | Camilo Vargas       |       |
| 21         | Defensa        | Daniel Muñoz        |       |
| 3          | Defensa        | Jhon Lucumí         | 25'   |
| 23         | Defensa        | Dávinson Sánchez    |       |
| 17         | Defensa        | Johan Mojica        |       |
| 6          | Centrocampista | Richard Ríos        |       |
| 16         | Centrocampista | Jefferson Lerma     | 68'   |
| 11         | Centrocampista | Jhon Arias          | 90+2' |
| 10         | Centrocampista | James Rodríguez     | 90+2' |
| 7          | Centrocampista | Luis Díaz           |       |
| 19         | Delantero      | Rafael Santos Borré | 68'   |
| Entrenador | Entrenador     | Néstor Lorenzo      |       |

| 22         | Guardameta     | Rodrigo Morínigo   |       |
| 25         | Defensa        | Gustavo Velázquez  |       |
| 5          | Defensa        | Fabián Balbuena    |       |
| 3          | Defensa        | Omar Alderete      |       |
| 4          | Defensa        | Matías Espinoza    |       |
| 23         | Centrocampista | Mathías Villasanti | 80'   |
| 26         | Centrocampista | Hernesto Caballero | 59'   |
| 14         | Centrocampista | Andrés Cubas       |       |
| 10         | Delantero      | Miguel Almirón     | 59'   |
| 18         | Delantero      | Alex Arce          | 79'   |
| 19         | Delantero      | Julio Enciso       | 90+2' |
| Entrenador | Entrenador     | Daniel Garnero     |       |

| 13 | Defensa        | Yerry Mina             | 25'   |
| 15 | Centrocampista | Mateus Uribe           | 68'   |
| 24 | Delantero      | Jhon Córdoba           | 68'   |
| 5  | Centrocampista | Kevin Castaño          | 90+2' |
| 20 | Centrocampista | Juan Fernando Quintero | 90+2' |

| 8  | Centrocampista | Damián Bobadilla | 59'   |
| 24 | Delantero      | Ramón Sosa       | 59'   |
| 9  | Centrocampista | Adam Bareiro     | 79'   |
| 11 | Delantero      | Ángel Romero     | 80'   |
| 16 | Centrocampista | Matías Rojas     | 90+2' |

| Anotado | 33' | Daniel Muñoz    | 1–0 |
| Anotado | 42' | Jefferson Lerma | 2–0 |

| Anotado | 69' | Julio Enciso | 2–1 |

| Amonestado | 14' | Jefferson Lerma |

| Amonestado | 53' | Gustavo Velázquez |
| Amonestado | 78' | Andrés Cubas      |

| Árbitro             | Darío Herrera      |
| Árbitros asistentes | Juan Pablo Belatti |
| Árbitros asistentes | Cristian Navarro   |
| Cuarto árbitro      | Ivo Méndez         |
| Quinto árbitro      | José Antelo        |
| VAR                 | Silvio Trucco      |
| Adicional VAR       | Rodrigo Carvajal   |
| Asesor de árbitros  | Ricardo Casas      |
| Quality Mánager     | Carlos Pastorino   |

| Estadísticas      | Bandera de Colombia | Bandera de Paraguay |
| Tiros             | 11                  | 12                  |
| Tiros a puerta    | 3                   | 3                   |
| Faltas            | 10                  | 18                  |
| Saques de esquina | 3                   | 3                   |
| Penaltis          | 0                   | 0                   |
| Fueras de juego   | 1                   | 2                   |
| Posesión de balón | 68%                 | 32%                 |

#### Paraguay vs. Brasil
| Jornada 2; 28 de junio | Paraguay     | 1:4 (0:3) | Brasil                                                                | Allegiant Stadium, Paradise                                           |                                                                       |
| 18:00 (UTC-7)          | Alderete 48' | Reporte   | - Vinícius Júnior 35', 45+5' - Savinho 43' - Lucas Paquetá 65' (pen.) | Asistencia: 46 939 espectadores Árbitro(s): Piero Maza VAR: Juan Lara | Asistencia: 46 939 espectadores Árbitro(s): Piero Maza VAR: Juan Lara |

| 22         | Guardameta     | Rodrigo Morínigo   |     |
| 25         | Defensa        | Gustavo Velázquez  |     |
| 5          | Defensa        | Fabián Balbuena    |     |
| 3          | Defensa        | Omar Alderete      |     |
| 4          | Defensa        | Matías Espinoza    | 73' |
| 14         | Centrocampista | Andrés Cubas       |     |
| 23         | Centrocampista | Mathías Villasanti |     |
| 8          | Centrocampista | Damián Bobadilla   | 84' |
| 19         | Centrocampista | Julio Enciso       | 73' |
| 10         | Centrocampista | Miguel Almirón     | 78' |
| 18         | Delantero      | Alex Arce          | 73' |
| Entrenador | Entrenador     | Daniel Garnero     |     |

| 1          | Guardameta     | Alisson         |     |
| 2          | Defensa        | Danilo          |     |
| 3          | Defensa        | Éder Militão    | 87' |
| 4          | Defensa        | Marquinhos      |     |
| 6          | Defensa        | Wendell         |     |
| 5          | Centrocampista | Bruno Guimarães | 72' |
| 15         | Centrocampista | João Gomes      |     |
| 20         | Centrocampista | Savinho         | 72' |
| 8          | Centrocampista | Lucas Paquetá   | 79' |
| 7          | Centrocampista | Vinícius Júnior |     |
| 10         | Delantero      | Rodrygo         | 79' |
| Entrenador | Entrenador     | Dorival Júnior  |     |

| 9  | Delantero      | Adam Bareiro             | 73' |
| 13 | Defensa        | Néstor Giménez           | 73' |
| 17 | Centrocampista | Alejandro Romero Gamarra | 73' |
| 24 | Delantero      | Ramón Sosa               | 78' |
| 26 | Centrocampista | Hernesto Caballero       | 84' |

| 11 | Delantero      | Raphinha          | 72' |
| 18 | Centrocampista | Douglas Luiz      | 72' |
| 9  | Delantero      | Endrick           | 79' |
| 19 | Centrocampista | Andreas Pereira   | 79' |
| 14 | Defensa        | Gabriel Magalhães | 87' |

| Anotado | 48' | Omar Alderete | 1–3 |

| Anotado         | 35'   | Vinícius Júnior | 0–1 |
| Anotado         | 43'   | Savinho         | 0–2 |
| Anotado         | 45+5' | Vinícius Júnior | 0–3 |
| Anotado · Penal | 65'   | Lucas Paquetá   | 1–4 |

| Amonestado | 45+3' | Fabián Balbuena    |
| Amonestado | 90+3' | Hernesto Caballero |

| Amonestado | 45+3' | Wendell         |
| Amonestado | 70'   | Lucas Paquetá   |
| Amonestado | 83'   | Vinícius Júnior |

| Expulsado | 81' | Andrés Cubas |

| Árbitro             | Piero Maza       |
| Árbitros asistentes | Claudio Urrutia  |
| Árbitros asistentes | Miguel Rocha     |
| Cuarto árbitro      | Maurizio Mariani |
| Quinto árbitro      | Daniele Bindoni  |
| VAR                 | Juan Lara        |
| Adicional VAR       | Edson Cisternas  |
| Asesor de árbitros  | Roberto Silvera  |
| Quality Mánager     | Patricio Polic   |

| 22         | Guardameta     | Rodrigo Morínigo   |     |
| 25         | Defensa        | Gustavo Velázquez  |     |
| 5          | Defensa        | Fabián Balbuena    |     |
| 3          | Defensa        | Omar Alderete      |     |
| 4          | Defensa        | Matías Espinoza    | 73' |
| 14         | Centrocampista | Andrés Cubas       |     |
| 23         | Centrocampista | Mathías Villasanti |     |
| 8          | Centrocampista | Damián Bobadilla   | 84' |
| 19         | Centrocampista | Julio Enciso       | 73' |
| 10         | Centrocampista | Miguel Almirón     | 78' |
| 18         | Delantero      | Alex Arce          | 73' |
| Entrenador | Entrenador     | Daniel Garnero     |     |

| 1          | Guardameta     | Alisson         |     |
| 2          | Defensa        | Danilo          |     |
| 3          | Defensa        | Éder Militão    | 87' |
| 4          | Defensa        | Marquinhos      |     |
| 6          | Defensa        | Wendell         |     |
| 5          | Centrocampista | Bruno Guimarães | 72' |
| 15         | Centrocampista | João Gomes      |     |
| 20         | Centrocampista | Savinho         | 72' |
| 8          | Centrocampista | Lucas Paquetá   | 79' |
| 7          | Centrocampista | Vinícius Júnior |     |
| 10         | Delantero      | Rodrygo         | 79' |
| Entrenador | Entrenador     | Dorival Júnior  |     |

| 9  | Delantero      | Adam Bareiro             | 73' |
| 13 | Defensa        | Néstor Giménez           | 73' |
| 17 | Centrocampista | Alejandro Romero Gamarra | 73' |
| 24 | Delantero      | Ramón Sosa               | 78' |
| 26 | Centrocampista | Hernesto Caballero       | 84' |

| 11 | Delantero      | Raphinha          | 72' |
| 18 | Centrocampista | Douglas Luiz      | 72' |
| 9  | Delantero      | Endrick           | 79' |
| 19 | Centrocampista | Andreas Pereira   | 79' |
| 14 | Defensa        | Gabriel Magalhães | 87' |

| Anotado | 48' | Omar Alderete | 1–3 |

| Anotado         | 35'   | Vinícius Júnior | 0–1 |
| Anotado         | 43'   | Savinho         | 0–2 |
| Anotado         | 45+5' | Vinícius Júnior | 0–3 |
| Anotado · Penal | 65'   | Lucas Paquetá   | 1–4 |

| Amonestado | 45+3' | Fabián Balbuena    |
| Amonestado | 90+3' | Hernesto Caballero |

| Amonestado | 45+3' | Wendell         |
| Amonestado | 70'   | Lucas Paquetá   |
| Amonestado | 83'   | Vinícius Júnior |

| Expulsado | 81' | Andrés Cubas |

| Árbitro             | Piero Maza       |
| Árbitros asistentes | Claudio Urrutia  |
| Árbitros asistentes | Miguel Rocha     |
| Cuarto árbitro      | Maurizio Mariani |
| Quinto árbitro      | Daniele Bindoni  |
| VAR                 | Juan Lara        |
| Adicional VAR       | Edson Cisternas  |
| Asesor de árbitros  | Roberto Silvera  |
| Quality Mánager     | Patricio Polic   |

| Estadísticas      | Bandera de Paraguay | Bandera de Brasil |
| Tiros             | 15                  | 17                |
| Tiros a puerta    | 6                   | 6                 |
| Faltas            | 12                  | 13                |
| Saques de esquina | 4                   | 6                 |
| Penaltis          | 0                   | 2                 |
| Fueras de juego   | 1                   | 0                 |
| Posesión de balón | 45%                 | 55%               |

#### Costa Rica vs. Paraguay
| Jornada 3; 2 de julio | Costa Rica              | 2:1 (2:0) | Paraguay | Q2 Stadium, Austin                                                                 |                                                                                    |
| 20:00 (UTC-5)         | - Calvo 3' - Alcócer 7' | Reporte   | Sosa 55' | Asistencia: 12 765 espectadores Árbitro(s): Yael Falcón Pérez VAR: Leodán González | Asistencia: 12 765 espectadores Árbitro(s): Yael Falcón Pérez VAR: Leodán González |

| 23         | Guardameta     | Patrick Sequeira  |     |
| 3          | Defensa        | Jeyland Mitchell  |     |
| 4          | Defensa        | Juan Pablo Vargas |     |
| 15         | Defensa        | Francisco Calvo   |     |
| 2          | Centrocampista | Gerald Taylor     |     |
| 14         | Centrocampista | Orlando Galo      |     |
| 13         | Centrocampista | Jefferson Brenes  | 78' |
| 8          | Centrocampista | Joseph Mora       | 88' |
| 12         | Centrocampista | Joel Campbell     | 68' |
| 20         | Delantero      | Josimar Alcócer   | 68' |
| 17         | Delantero      | Warren Madrigal   | 78' |
| Entrenador | Entrenador     | Gustavo Alfaro    |     |

| 22         | Guardameta     | Rodrigo Morínigo   |     |
| 25         | Defensa        | Gustavo Velázquez  | 74' |
| 5          | Defensa        | Fabián Balbuena    |     |
| 3          | Defensa        | Omar Alderete      |     |
| 13         | Defensa        | Néstor Giménez     |     |
| 8          | Centrocampista | Damián Bobadilla   | 83' |
| 23         | Centrocampista | Mathías Villasanti | 74' |
| 10         | Centrocampista | Miguel Almirón     | 46' |
| 19         | Centrocampista | Julio Enciso       |     |
| 24         | Centrocampista | Ramón Sosa         |     |
| 9          | Delantero      | Adam Bareiro       | 46' |
| Entrenador | Entrenador     | Daniel Garnero     |     |

| 10 | Centrocampista | Brandon Aguilera  | 68' |
| 21 | Delantero      | Álvaro Zamora     | 68' |
| 7  | Delantero      | Anthony Contreras | 78' |
| 16 | Centrocampista | Alejandro Bran    | 78' |
| 6  | Defensa        | Julio Cascante    | 88' |

| 11 | Delantero      | Ángel Romero             | 46' |
| 26 | Centrocampista | Hernesto Caballero       | 46' |
| 2  | Defensa        | Iván Ramírez             | 74' |
| 17 | Centrocampista | Alejandro Romero Gamarra | 74' |
| 7  | Delantero      | Derlis González          | 83' |

| Anotado | 3' | Francisco Calvo | 1–0 |
| Anotado | 7' | Josimar Alcócer | 2–0 |

| Anotado | 55' | Ramón Sosa | 2–1 |

| Amonestado | 16' | Josimar Alcócer   |
| Amonestado | 82' | Orlando Galo      |
| Amonestado | 85' | Anthony Contreras |

| Amonestado | 28' | Omar Alderete  |
| Amonestado | 34' | Miguel Almirón |
| Amonestado | 48' | Ramón Sosa     |

| Árbitro             | Yael Falcón Pérez     |
| Árbitros asistentes | Facundo Rodríguez     |
| Árbitros asistentes | Maximiliano del Yesso |
| Cuarto árbitro      | Ivo Méndez            |
| Quinto árbitro      | Edwar Saavedra        |
| VAR                 | Leodán González       |
| Adicional VAR       | Carlos López          |
| Asesor de árbitros  | Christian Schiemann   |
| Quality Mánager     | Carlos Pastorino      |

| 23         | Guardameta     | Patrick Sequeira  |     |
| 3          | Defensa        | Jeyland Mitchell  |     |
| 4          | Defensa        | Juan Pablo Vargas |     |
| 15         | Defensa        | Francisco Calvo   |     |
| 2          | Centrocampista | Gerald Taylor     |     |
| 14         | Centrocampista | Orlando Galo      |     |
| 13         | Centrocampista | Jefferson Brenes  | 78' |
| 8          | Centrocampista | Joseph Mora       | 88' |
| 12         | Centrocampista | Joel Campbell     | 68' |
| 20         | Delantero      | Josimar Alcócer   | 68' |
| 17         | Delantero      | Warren Madrigal   | 78' |
| Entrenador | Entrenador     | Gustavo Alfaro    |     |

| 22         | Guardameta     | Rodrigo Morínigo   |     |
| 25         | Defensa        | Gustavo Velázquez  | 74' |
| 5          | Defensa        | Fabián Balbuena    |     |
| 3          | Defensa        | Omar Alderete      |     |
| 13         | Defensa        | Néstor Giménez     |     |
| 8          | Centrocampista | Damián Bobadilla   | 83' |
| 23         | Centrocampista | Mathías Villasanti | 74' |
| 10         | Centrocampista | Miguel Almirón     | 46' |
| 19         | Centrocampista | Julio Enciso       |     |
| 24         | Centrocampista | Ramón Sosa         |     |
| 9          | Delantero      | Adam Bareiro       | 46' |
| Entrenador | Entrenador     | Daniel Garnero     |     |

| 10 | Centrocampista | Brandon Aguilera  | 68' |
| 21 | Delantero      | Álvaro Zamora     | 68' |
| 7  | Delantero      | Anthony Contreras | 78' |
| 16 | Centrocampista | Alejandro Bran    | 78' |
| 6  | Defensa        | Julio Cascante    | 88' |

| 11 | Delantero      | Ángel Romero             | 46' |
| 26 | Centrocampista | Hernesto Caballero       | 46' |
| 2  | Defensa        | Iván Ramírez             | 74' |
| 17 | Centrocampista | Alejandro Romero Gamarra | 74' |
| 7  | Delantero      | Derlis González          | 83' |

| Anotado | 3' | Francisco Calvo | 1–0 |
| Anotado | 7' | Josimar Alcócer | 2–0 |

| Anotado | 55' | Ramón Sosa | 2–1 |

| Amonestado | 16' | Josimar Alcócer   |
| Amonestado | 82' | Orlando Galo      |
| Amonestado | 85' | Anthony Contreras |

| Amonestado | 28' | Omar Alderete  |
| Amonestado | 34' | Miguel Almirón |
| Amonestado | 48' | Ramón Sosa     |

| Árbitro             | Yael Falcón Pérez     |
| Árbitros asistentes | Facundo Rodríguez     |
| Árbitros asistentes | Maximiliano del Yesso |
| Cuarto árbitro      | Ivo Méndez            |
| Quinto árbitro      | Edwar Saavedra        |
| VAR                 | Leodán González       |
| Adicional VAR       | Carlos López          |
| Asesor de árbitros  | Christian Schiemann   |
| Quality Mánager     | Carlos Pastorino      |

| Estadísticas      | Bandera de Costa Rica | Bandera de Paraguay |
| Tiros             | 2                     | 17                  |
| Tiros a puerta    | 2                     | 6                   |
| Faltas            | 11                    | 17                  |
| Saques de esquina | 1                     | 6                   |
| Penaltis          | 0                     | 0                   |
| Fueras de juego   | 5                     | 1                   |
| Posesión de balón | 32%                   | 68%                 |

## Estadísticas

### Participación de jugadores
| N.° | Pos        | Jugador          | PJ | Minutos jugados | Goles recibidos | Atajos | Tarjetas amarillas | Doble tarjeta amarilla y roja | Tarjetas rojas |
| --- | ---------- | ---------------- | -- | --------------- | --------------- | ------ | ------------------ | ----------------------------- | -------------- |
| 1   | Guardameta | Carlos Coronel   | 0  | 0               | 0               | 0      | 0                  | 0                             | 0              |
| 12  | Guardameta | Alfredo Aguilar  | 0  | 0               | 0               | 0      | 0                  | 0                             | 0              |
| 22  | Guardameta | Rodrigo Morínigo | 3  | 270             | 8               | 3      | 0                  | 0                             | 0              |

| N.° | Pos            | Jugador                  | PJ | Minutos jugados | Goles | Asistencias | Tarjetas Amarillas | Doble tarjeta amarilla y roja | Tarjetas rojas |
| --- | -------------- | ------------------------ | -- | --------------- | ----- | ----------- | ------------------ | ----------------------------- | -------------- |
| 2   | Defensa        | Iván Ramírez             | 1  | 16              | 0     | 0           | 0                  | 0                             | 0              |
| 3   | Defensa        | Omar Alderete            | 3  | 270             | 1     | 0           | 1                  | 0                             | 0              |
| 4   | Defensa        | Matías Espinoza          | 2  | 163             | 0     | 0           | 0                  | 0                             | 0              |
| 5   | Defensa        | Fabián Balbuena          | 3  | 270             | 0     | 0           | 1                  | 0                             | 0              |
| 6   | Defensa        | Junior Alonso            | 0  | 0               | 0     | 0           | 0                  | 0                             | 0              |
| 7   | Delantero      | Derlis González          | 1  | 7               | 0     | 0           | 0                  | 0                             | 0              |
| 8   | Centrocampista | Damián Bobadilla         | 3  | 198             | 0     | 0           | 0                  | 0                             | 0              |
| 9   | Delantero      | Adam Bareiro             | 3  | 74              | 0     | 0           | 0                  | 0                             | 0              |
| 10  | Delantero      | Miguel Almirón           | 3  | 183             | 0     | 0           | 1                  | 0                             | 0              |
| 11  | Delantero      | Ángel Romero             | 2  | 54              | 0     | 0           | 0                  | 0                             | 0              |
| 13  | Defensa        | Néstor Giménez           | 2  | 107             | 0     | 0           | 0                  | 0                             | 0              |
| 14  | Centrocampista | Andrés Cubas             | 2  | 171             | 0     | 0           | 1                  | 0                             | 1              |
| 15  | Defensa        | Gustavo Gómez            | 0  | 0               | 0     | 0           | 0                  | 0                             | 0              |
| 16  | Centrocampista | Matías Rojas             | 1  | 0               | 0     | 0           | 0                  | 0                             | 0              |
| 17  | Centrocampista | Alejandro Romero Gamarra | 2  | 33              | 0     | 0           | 0                  | 0                             | 0              |
| 18  | Delantero      | Alex Arce                | 2  | 152             | 0     | 0           | 0                  | 0                             | 0              |
| 19  | Delantero      | Julio Enciso             | 3  | 253             | 1     | 0           | 0                  | 0                             | 0              |
| 20  | Centrocampista | Richard Sánchez          | 0  | 0               | 0     | 0           | 0                  | 0                             | 0              |
| 21  | Centrocampista | Fabrizio Peralta         | 0  | 0               | 0     | 0           | 0                  | 0                             | 0              |
| 23  | Centrocampista | Mathías Villasanti       | 3  | 244             | 0     | 1           | 0                  | 0                             | 0              |
| 24  | Delantero      | Ramón Sosa               | 3  | 133             | 1     | 1           | 1                  | 0                             | 0              |
| 25  | Defensa        | Gustavo Velázquez        | 3  | 254             | 0     | 0           | 1                  | 0                             | 0              |
| 26  | Centrocampista | Hernesto Caballero       | 3  | 109             | 0     | 0           | 1                  | 0                             | 0              |

### Goleadores
| N.°   | Jugador       | Anotado | PJ | Prom. | Jugada | Cabeza | TL | Penal |
| ----- | ------------- | ------- | -- | ----- | ------ | ------ | -- | ----- |
| 1     | Julio Enciso  | 1       | 3  | 0.33  | 1      | 0      | 0  | 0     |
| 1     | Omar Alderete | 1       | 3  | 0.33  | 1      | 0      | 0  | 0     |
| 1     | Ramón Sosa    | 1       | 3  | 0.33  | 1      | 0      | 0  | 0     |
| Total | Total         | 3       | 3  | 1     | 3      | 0      | 0  | 0     |

### Asistencias
| N.°   | Jugador            | Asistencia | Jugada | Cabeza | TL | SdE |
| ----- | ------------------ | ---------- | ------ | ------ | -- | --- |
| 1     | Ramón Sosa         | 1          | 1      | 0      | 0  | 0   |
| 1     | Mathías Villasanti | 1          | 1      | 0      | 0  | 0   |
| Total | Total              | 2          | 2      | 0      | 0  | 0   |

### Sanciones disciplinarias
| N.°   | Jugador            | Amonestado | Otorgado · Expulsado | Expulsado | Sanción                               |
| ----- | ------------------ | ---------- | -------------------- | --------- | ------------------------------------- |
| 1     | Andrés Cubas       | 1          | 0                    | 1         | Un partido (Fase de grupos - Fecha 3) |
| 2     | Gustavo Velázquez  | 1          | 0                    | 0         |                                       |
| 2     | Fabián Balbuena    | 1          | 0                    | 0         |                                       |
| 2     | Hernesto Caballero | 1          | 0                    | 0         |                                       |
| 2     | Omar Alderete      | 1          | 0                    | 0         |                                       |
| 2     | Miguel Almirón     | 1          | 0                    | 0         |                                       |
| 2     | Ramón Sosa         | 1          | 0                    | 0         |                                       |
| Total | Total              | 7          | 0                    | 1         |                                       |